# ایستگاه برق آبی دنیپر
ایستگاه برق آبی دنیپر (به لاتین: Dnieper Hydroelectric Station) یک نیروگاه برقابی و سد در اوکراین است که در استان زاپروژیا واقع شده‌است.